# Gonostoma longipinnis
Gonostoma longipinnis és una espècie de peix pertanyent a la família dels gonostomàtids.

## Hàbitat
És un peix marí i batipelàgic que viu entre 0-72 m de fondària.

## Distribució geogràfica
Es troba a Xile i el Perú.

## Observacions
És inofensiu per als humans.